# Батуріна Надія Петрівна
Наді́я Петрі́вна Бату́ріна (26 жовтня 1928, Миколаїв, УРСР, СРСР — 25 квітня 2017, Київ, Україна) — радянська, українська акторка театру, кіно і телебачення, театральна режисерка. Народна артистка України (1996). Провідна акторка Національного академічного театру імені Лесі Українки.

## Життєпис

Могила Надії Батуріної та її родини, Берковецьке кладовище

Закінчила Школу-студію при Одеському театрі Радянської Армії в 1955 р.
Провідна акторка Національного академічного театру імені Лесі Українки.
Була режисеркою-постановницеб, ведучою «Вечірньої казки» на українському телебаченні. Виступала як режисерка-постановниця ряду вистав у театрі Л. Українки та театрі «Сузір'я».
Чоловік — Валентин Тимофєєв (1927—2004), музикознавець.
Померла 25 квітня 2017 року у місті Києві після тривалої хвороби. Похована 27 квітня у колумбарії Берковецького кладовища разом з родиною.

## Фільмографія
- До міста прийшло лихо (1966, Маша)
- Сто радощів, або Книга великих відкриттів (1981)

## Нагороди та почесні звання
- Почесна Грамота Президії Верховної Ради УРСР (1976)
- Народна артистка України (1996)
- Почесна грамота Кабінету Міністрів України (2008)